# Discoverer 15
Discoverer 15 (również: CORONA 9010) – amerykański satelita rozpoznawczy i technologiczny. Stanowił część tajnego programu CORONA. Była to kolejna nieudana misja tego programu. Z powodu złych warunków atmosferycznych, mimo że zdążono kapsułę dostrzec z samolotu, zatonęła nim została przechwycona przez samoloty.
Był to ostatni statek wyniesiony przez rakietę nośną Thor Agena A i ostatni statek pierwszej serii Discoverer, KH-1. Podczas następnego lotu zastosowano nowy model drugiego stopnia rakiety, nazwany Agena B. Była o ponad dwa metry dłuższa od Agena A i umożliwiała powiększenia Discaverera i poprawienie jego niezawodności.

## Budowa i działanie

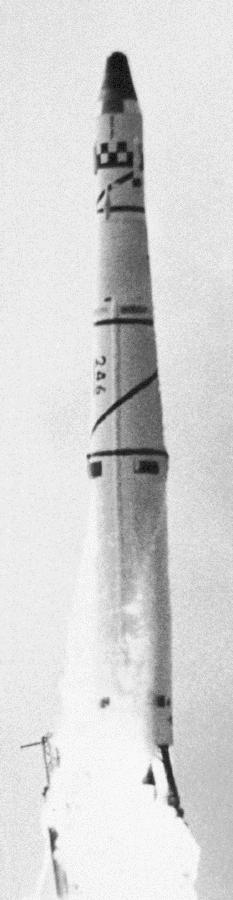
Moment startu rakiety Thor Agena A z satelitą Discoverer 15

Cylindryczny człon Agena A, główna część satelitów serii Discoverer, zawierał wyposażenie podobne do misji Discoverer 13. Na pewno znalazły się tam: system telemetrii, rejestrator taśmowy, odbiorniki komend radiowych, czujnik horyzontu. Na statku zamontowano także światła, które miały umożliwić śledzenie optyczne (jasność satelity wynosiła około 7 do 6 magnitudo). Prawdopodobnie w kapsule umieszczono żywe organizmy.
Kapsuła miała kształt cylindra o średnicy 56 cm i głębokości 145 cm. Stożkowe zakończenie wydłużało ją do około 102 cm.